# Česká šachová extraliga 2011/2012
Česká šachová extraliga 2011/12 byla nejvyšší šachovou soutěží v sezoně 2011/12 v Česku. Zúčastnilo se 12 družstev, přičemž nováčci byli TJ Bohemians Praha, kteří se vrátili po jedné sezóně v 1. lize a Slavoj Ostrava - Poruba, kteří v extralize chyběli 6 let.
Prvních osm kol bylo odehráno formou dvoukol v sobotu a v neděli, kdy vždy 6 družstev hrálo toto dvoukolo doma a šest venku. Tato dvoukola se odehrála v termínech
8./9. října 2011, 3./4. prosince 2011, 7./8. ledna 2012 a 3./4. března 2012. V těchto čtyřech dvoukolech každý celek hrál dva víkendy doma a dva venku, ale domácí celek v zápisu utkání neodpovídá vždy celku, který utkání skutečně hostil. Všechna utkání závěrečných tří kol byla odehrána poprvé v historii na jednom místě, a sice od pátku 20. dubna 2012 do neděle 21. dubna 2012 v Poděbradech.
Potřetí v řadě zvítězil 1. Novoborský ŠK. Podruhé v historii obsadil 2. místo Rapid Pardubice a rozšířil tak svou medailovou bilanci na 8 cenných kovů. Na 3. místo dosáhlo potřetí v historii družstvo ŠK Labortech Ostrava. Z extraligy sestoupil po třech sezónách 2222 ŠK Polabiny, zatímco předposlední nováček TJ Bohemians Praha se nakonec udržel, protože následující sezónu se nepřihlásil 10. ŠK Zlín.

## Konečná tabulka
| Poř. | Tým                         | Z  | V | R | P  | BZ | BP   | VP |
| ---- | --------------------------- | -- | - | - | -- | -- | ---- | -- |
| 1.   | 1. Novoborský ŠK (EP)       | 11 | 9 | 2 | 0  | 29 | 65,5 | 51 |
| 2.   | ŠK Rapid Pardubice          | 11 | 9 | 2 | 0  | 29 | 56,0 | 35 |
| 3.   | ŠK Labortech Ostrava        | 11 | 7 | 2 | 2  | 23 | 48,0 | 25 |
| 4.   | Výstaviště Lysá nad Labem   | 11 | 5 | 4 | 2  | 19 | 47,5 | 21 |
| 5.   | BŠŠ Frýdek-Místek           | 11 | 6 | 1 | 4  | 19 | 46,0 | 25 |
| 6.   | A64 VALOZ Grygov            | 11 | 5 | 2 | 4  | 17 | 46,0 | 25 |
| 7.   | ŠK Zikuda Turnov            | 11 | 4 | 3 | 4  | 15 | 45,5 | 25 |
| 8.   | Tatran Litovel              | 11 | 4 | 2 | 5  | 14 | 44,5 | 25 |
| 9.   | Slavoj Ostrava - Poruba (N) | 11 | 4 | 0 | 7  | 12 | 34,0 | 19 |
| 10.  | ŠK Zlín                     | 11 | 2 | 1 | 8  | 7  | 37,5 | 15 |
| 11.  | TJ Bohemians Praha (N)      | 11 | 1 | 1 | 9  | 4  | 31,0 | 16 |
| 12.  | 2222 ŠK Polabiny            | 11 | 0 | 0 | 11 | 0  | 26,5 | 8  |

## Hráči a sestavy
Do bojů celkem zasáhlo ve 12 družstvech 147 hráčů, mezi nimiž nebyla ani jedna žena. Zastoupení jednotlivých šachových federací bylo následující: Česko 97, Polsko 22, Slovensko 12, Rusko 4, Ukrajina a Bělorusko po 3, Indie, Německo, Řecko, Arménie, Bulharsko, Rumunsko po 1. V následujícím seznamu jsou uvedeni hráči, kteří sehráli alespoň jednu partii. Počet sehraných partií je v závorce za jménem hráče. Vlajka označuje stát, v jehož národní federaci byl pro danou sezónu hráč registrován u FIDE.
- 1. Novoborský ŠK -  Nikita Viťugov (3),  David Navara (10),  Radoslaw Wojtaszek (7),  Viktor Láznička (9),  Krišnan Sasikiran (5),  Zbyněk Hráček (11),  Mateusz Bartel (6),  Ján Markoš (9),  Robert Cvek (9),  Petr Hába (9),  Radek Kalod (8),  Jan Vrána (2)
- Rapid Pardubice -  Sergej Movsesjan (7),  Maxim Matlakov (4),  Robert Kempinski (9),  Martin Petr (11),  Jan Votava (11),  Tomáš Petrík (5),  Bartolomiej Heberla (5),  Miloš Jirovský (10),  Jan Bernášek (11),  Lukáš Černoušek (11),  Petr Pisk (4)
- Labortech Ostrava -  Kamil Miton (6),  Martin Dziuba (2),  Artur Jakubiec (11),  Vítězslav Rašík (11),  Igors Rausis (6),  Radoslaw Jedynak (9),  Petr Velička (11),  Jozef Michenka (11),  Jiří Kočiščák (10),  Stanislav Fiřt (8),  Miroslaw Jaworski (3)
- Výstaviště Lysá nad Labem -   Ruslan Ponomariov (3),  Jevgenij Najer (11),  Jiří Štoček (11),  Vasily Jemelin (8),  Dorian Rogozencov (5),  Tomáš Oral (5),  Vlastimil Jansa (11),  Tomáš Likavský (2),  Vítězslav Priehoda (11),  Petr Špaček (10),  Radek Londýn (6),  Lubomír Neckář (3),  Jan Šuráň (2)
- BŠŠ Frýdek-Místek -  Anton Korobov (8),  Sergej Azarov (9),  Rafal Antoniewski (4),  Alexej Fedorov (7),  Andrej Žigalko (5),  Vladimír Talla (11),  Vojtěch Rojíček (11),  Tadeáš Kriebel (11),  Sergej Vesselovsky (10),  Stanislav Jasný (7),  Tomáš Pecha (3),  Jakub Macíček (1),  Pavel Benčo (1)
- A64 VALOZ Grygov -  Vlastimil Babula (9),  David Kaňovský (10),  Pavel Šimáček (10),  Michal Luch (7),  Richard Biolek (10),  Jaroslav Bureš (10),  Kamil Stachowiak (7),  Richard Biolek (10),  Piotr Brodowski (5),  Karel Malinovský (6),  Josef Obšivač (1),  Petr Růžička (3)
- ŠK Zikuda Turnov -  Ľubomír Ftáčnik (10),  Pavel Jaracz (8),  Falko Bindrich (6),  Vladimir Sergejev (9),  Petr Neuman (10),  Michal Konopka (10),  Jan Sodoma (11),  Pavel Čech (8),  Tomáš Kulhánek (11),  Tomáš Vojta (4),  Zdeněk Maršálek (1)
- Tatran Litovel -  Dariusz Swiercz (9),  Marcin Tazbir (8),  Jan Krejčí (11),  Štěpán Žilka (11),  Krzysztof Bulski (8),  Arkadiusz Leniart (2),  Lukáš Kuchynka (11),  Pavel Blatný (6),  Pavel Zpěvák (8),  Lukasz Butkiewicz (2),  Ladislav Stratil (2),  Lukáš Vlasák (9),  Ladislav Vaněk (1)
- Slavoj Ostrava - Poruba -  Vasilios Kotronias (2),  Alexander Mišta (11),  Krzysztof Jakubowski (6),  Piotr Murdzia (8),  Lukáš Klíma (10),  Josef Mudrák (9),  Vlastimil Neděla (10),  Jan Malík (10),  Radomír Caletka (6),  Jiří Adámek (9),  Pavel Kufa (3),  Lubor Oborný (3),  Ivo Kašpárek (1)
- ŠK Zlín -  Tomáš Polák (8),  Peter Michalík (11),  Marián Jurčík (11),  Roman Chytilek (9),  Juraj Lipka (7),  Cyril Ponížil (11),  Jan Sosna (11),  Pavel David (2),  Jakub Roubalík (9),  Michal Krčál (7),  Adam Rubal (2)
- TJ Bohemians Praha -  Vladimir Petkov (1),  Petr Zvára (11),  Stanislav Cífka (2),  Tomáš Studnička (10),  Jiří Jirka (9),  Vasil Tričkov (9),  Imre Kukel (7),  Květoslav Znamenáček (11),  Josef Erneker (11),  jaroslav Voříšek (11),  Rostislav Táborský (1),  Bohuslav Dubanský (3)
- 2222 ŠK Polabiny -  Milan Pacher (11),  Miroslav Maslík (4),  Luboš Roško (9),  Martin Červený (10),  Michal Novotný (9),  Matěj Hrabuša (3),  Peter Paleček (7),  Martin Mojžíš (2),  Aleš Jedlička (11),  Milan Hošek (4),  Jaroslav Mojžíš (7),  Jiří Hostinský (1),  Petr Čižinský (4),  Jakub Půlpán (3),  Jan Macháň (3)